# SPACE COWBOY SHOW ENCORE
『SPACE COWBOY SHOW ENCORE』（スペース・カウボーイ・ショウ・アンコール）は日本の音楽家、布袋寅泰の通算4作目のライブ・アルバム。1997年4月25日に東芝EMI/EASTWORLDより、20万枚の完全限定盤としてリリースされた。

## 解説
1996年11月7日〜12月17日にかけて行われた『SPACE COWBOY TOUR』から、ライブのアンコールのみを収録。前作で先月に発売されたライブ・アルバム『SPACE COWBOY SHOW』の続編にあたる作品である。
前作では本人が"スペース・カウボーイ"というキャラクターを演じていたのに対し、この作品では生身の"布袋寅泰"としてのステージという構成になっている。余談だが、ライブのMCでは「さっき楽屋への廊下でスペース・カウボーイさんとすれ違いました」と述べている。
この作品とライブ・アルバム『SPACE COWBOY SHOW』・ライブビデオ/LD『SPACE COWBOY SHOW』の3点の購入者応募特典として、非売品ライブビデオ『SPACE COWBOY SHOW ENCORE』のプレゼントがあった。

## 収録曲
| #         | タイトル                                            | 作詞                                                          | 作曲                                                          | 時間  |
| --------- | --------------------------------------------------- | ------------------------------------------------------------- | ------------------------------------------------------------- | ----- |
| 1.        | 「FULL MOON PARTY~DAY-O~HOUND DOG」                 | 布袋寅泰・Irving Burgne・William Attaway・J.Leiber・M.Stoller | 布袋寅泰・Irving Burgne・William Attaway・J.Leiber・M.Stoller | 11:15 |
| 2.        | 「FULL MOON BLUES（Instrumental）」                 |                                                               | 布袋寅泰                                                      | 2:23  |
| 3.        | 「C'MON EVERYBODY」                                 | Eddie Cochran・Jerry Capehart                                 | Eddie Cochran・Jerry Capehart                                 | 4:30  |
| 4.        | 「LONELY★WILD」                                     | 布袋寅泰                                                      | 布袋寅泰                                                      | 7:52  |
| 5.        | 「MERRY CHRISTMAS, LONELY HEART」                   | 布袋寅泰                                                      | 布袋寅泰                                                      | 5:37  |
| 6.        | 「FLY INTO YOUR DREAM~VELVET KISS（Instrumental）」 | 布袋寅泰                                                      | 布袋寅泰                                                      | 17:25 |
| 合計時間: | 合計時間:                                           | 合計時間:                                                     | 合計時間:                                                     | 49:02 |

## 参加ミュージシャン
- 布袋寅泰 - ギター、ボーカル
- 辻剛 - ギター、コーラス
- HIROSHI - ベース、コーラス
- 中幸一郎 - ドラムス
- 富樫春生 - キーボード